# Amt Ostufer Schweriner See
La comunità amministrativa di Ostufer Schweriner See (Amt Ostufer Schweriner See) faceva parte del circondario della Parchim nel Meclemburgo-Pomerania Anteriore, in Germania.
È stata soppressa nel 2013

## Suddivisione
Comprendeva 8 comuni:
1. Cambs
2. Dobin am See
3. Gneven
4. Godern
5. Langen Brütz
6. Leezen
7. Pinnow
8. Raben Steinfeld

Il capoluogo era Leezen.